# Жузе Пансети
Жузе Пансети (на португалски: José Pancetti) е бразилски художник.

## Биография
Роден е на 18 юни 1902 година в Кампинас, щата Сау Паулу, в семейството на дърводелец от италиански произход. От 1922 до 1946 година е на служба във Военноморския флот на Бразилия, където започва да рисува. През 30-те години придобива по-широка известност като един от представителите на модернизма в бразилската живопис.
Жузе Пансети умира от туберкулоза на 10 февруари 1958 година в Рио де Жанейро.

## За него
- Lima, Medeiros. Pancetti. Rio de Janeiro: Ministério da Educação e Cultura/Serviço de Documentação, 1960.
- Leite, José Roberto Teixeira.José Pancetti – O pintor marinheiro. Rio de Janeiro: Fundação Conquista, 1979.
- Morais, Frederico. Núcleo Bernardelli – Arte brasileira nos anos 30 e 40. Rio de Janeiro: Pinakotheke, 1982.
- Leite, José Roberto Teixeira. Dicionário crítico da pintura no Brasil. Rio de Janeiro: Artlivre, 1988.
- Gullar, Ferreira e outros. 150 Anos de pintura brasileira. Rio de Janeiro: Colorama, 1989.
- Mattar, Denise. Pancetti – O Marinheiro Só – Catálogo da exposição. Salvador: Museu de Arte Moderna de Salvador; Rio de Janeiro: Museu Nacional de Belas Artes; São Paulo: Museu de Arte Brasileira da Fundação Armando Alvares Penteado, 2000 e 2001.
- Araújo, Olívio Tavares de. O Olhar Amoroso. São Paulo: Momesso Edições de Arte, 2002.
- Perlingeiro, Max. José Pancetti – Marinheiro, pintor e poeta – Catálogo da exposição. São Paulo: Edições Pinakotheke, 2004.